# Ahaetulla mycterizans
Espèce
Synonymes
- Coluber mycterizans Linnaeus, 1758
- Dryophis xanthozonia Boie, 1827

Statut de conservation UICN

 LC  : Préoccupation mineure
Ahaetulla mycterizans  est une espèce de serpents de la famille des Colubridae.

## Répartition
Cette espèce se rencontre en Indonésie (sur les îles de Java et Sumatra), dans l'ouest de la Malaisie et en Thaïlande. Sa présence est incertaine au Laos.

## Description
Ahaetulla mycterizans est une espèce légèrement venimeuse mais généralement inoffensive pour les humains. Elle est vivipare.

## Publication originale
- Linnaeus, 1758 : Systema naturæ per regna tria naturæ, secundum classes, ordines, genera, species, cum characteribus, differentiis, synonymis, locis. Editio decima reformata 1758, Holmiæ, Impensis direct. Laurentii Salvii (Salvius publ.) (texte intégral).